# Saut à la perche féminin aux Jeux olympiques d'été de 2004
Navigation
Sydney 2000 Pékin 2008
Le concours du saut à la perche féminin aux Jeux olympiques de 2004 a eu lieu le 21 août pour les qualifications et le 24 août 2004 pour la finale, dans le Stade olympique.

## Records
Avant cette compétition, les records dans cette discipline étaient les suivants :
| Record du monde  | 4,90 m | Yelena Isinbayeva | Russie     | 30 juillet 2004   | Londres |
| Record olympique | 4,60 m | Stacy Dragila     | États-Unis | 25 septembre 2000 | Sydney  |

## Médaillées
| Or                | Argent             | Bronze        |
| Yelena Isinbayeva | Svetlana Feofanova | Anna Rogowska |

## Résultats

### Finale (24 août)
| Rang               | Athlète                | Nationalité        | Marque       | 4.00 | 4.20 | 4.40 | 4.55 | 4.65 | 4.70 | 4.75 | 4.80 | 4.85 | 4.90 | 4.91 |
| ------------------ | ---------------------- | ------------------ | ------------ | ---- | ---- | ---- | ---- | ---- | ---- | ---- | ---- | ---- | ---- | ---- |
| Médaille d'or      | Yelena Isinbayeva      | Russie             | 4,91 m (WR)  |      |      | o    | o    | o    | x    | x    | o    | o    |      | o    |
| Médaille d'argent  | Svetlana Feofanova     | Russie             | 4,75 m       |      |      | o    | o    | o    | o    | xo   | x    | x    | x    |      |
| Médaille de bronze | Anna Rogowska          | Pologne            | 4,70 m       |      | o    | o    | xxo  | o    | o    | xxx  |      |      |      |      |
| 4                  | Monika Pyrek           | Pologne            | 4,55 m       |      | o    | o    | o    | xxx  |      |      |      |      |      |      |
| 5                  | Thórey Edda Elisdóttir | Islande            | 4,55 m       |      | o    | xxo  | xo   | xx   | x    |      |      |      |      |      |
| 6                  | Vanessa Boslak         | France             | 4,40 m       |      | o    | o    | xxx  |      |      |      |      |      |      |      |
| 6                  | Anzhela Balakhonova    | Ukraine            | 4,40 m       |      | o    | o    | xxx  |      |      |      |      |      |      |      |
| 6                  | Naroa Agirre           | Espagne            | 4,40 m       | o    | o    | o    | xxx  |      |      |      |      |      |      |      |
| 6                  | Dana Ellis             | Canada             | 4,40 m       |      | o    | o    | xxx  |      |      |      |      |      |      |      |
| 10                 | Stephanie McCann       | Canada             | 4,40 m (=SB) |      | xo   | o    | xxx  |      |      |      |      |      |      |      |
| 11                 | Pavla Hamáčková        | République tchèque | 4,40 m       | o    | o    | xxo  | xxx  |      |      |      |      |      |      |      |
| 12                 | Katerina Badurová      | République tchèque | 4,20 m       | o    | xo   | xxx  |      |      |      |      |      |      |      |      |
| 13                 | Alejandra García       | Argentine          | 4,20 m       | o    | xxo  | xxx  |      |      |      |      |      |      |      |      |
| 13                 | Silke Spiegelburg      | Allemagne          | 4,20 m       | o    | xxo  | xxx  |      |      |      |      |      |      |      |      |
| 14                 | Dana Cervantes         | Espagne            | NM           | -    | xxx  |      |      |      |      |      |      |      |      |      |

### Qualifications (21 août)
37 athlètes étaient inscrites à ce concours, deux groupes de qualifications ont été formés. La limite de qualifications est fixée à 4,45 m ou au minimum les 12 meilleurs sauteuses.
| Rang | Athlète             | Pays               | Hauteur        | Par hauteur | Par hauteur | Par hauteur | Par hauteur | Par hauteur | Par hauteur |
|      |                     |                    | 3,80           | 4,00        | 4,15        | 4,30        | 4,40        | 4,45        |             |
| ---- | ------------------- | ------------------ | -------------- | ----------- | ----------- | ----------- | ----------- | ----------- | ----------- |
| 1    | Monika Pyrek        | Pologne            | 4,45 m Q       |             |             | o           | o           | x           | o           |
| 2    | Pavla Hamáčková     | République tchèque | 4,45 m Q (SB)  |             |             | o           | xxo         |             | xo          |
| 3    | Svetlana Feofanova  | Russie             | 4,40 m q       |             |             |             |             | o           |             |
| 4    | Naroa Agirre        | Espagne            | 4,40 m q       |             | o           | xo          | o           | o           |             |
| 5    | Anzhela Balakhonova | Ukraine            | 4,40 m q       |             |             |             | o           | xxo         |             |
| 6    | Stephanie McCann    | Canada             | 4,40 m q (=SB) |             |             | o           | xo          | xxo         |             |
| 7    | Anastasiya Shvedova | Russie             | 4,30 m         |             |             | o           | xo          | xx          |             |
| 7    | Krisztina Molnár    | Hongrie            | 4,30 m         |             | o           | o           | xo          | xxx         |             |
| 7    | Stacy Dragila       | États-Unis         | 4,30 m         |             |             |             | xo          | xxx         |             |
| 7    | Yeoryía Tsiliggíri  | Grèce              | 4,30 m         |             | o           | o           | xo          | xxx         |             |
| 11   | Zhao Yingying       | Chine              | 4,30 m         |             | o           | xo          | xxo         | xxx         |             |
| 12   | Tanya Stefanova     | Bulgarie           | 4,15 m         |             | o           | o           | xxx         |             |             |
| 12   | Kellie Suttle       | États-Unis         | 4,15 m         |             |             | o           | xxx         |             |             |
| 12   | Floé Kühnert        | Allemagne          | 4,15 m         |             | o           | o           | xxx         |             |             |
| 12   | Melina Hamilton     | Nouvelle-Zélande   | 4,15 m         |             | o           | o           | xxx         |             |             |
| 12   | Teja Melink         | Slovénie           | 4,15 m         | o           | o           | o           | xxx         |             |             |
| 17   | Carolina Torres     | Chili              | 4,00 m (=SB)   |             | xo          | xxx         |             |             |             |
| 18   | Marie Poissonnier   | France             | 4,00 m         |             | xxo         | xxx         |             |             |             |

| Rang | Athlète                | Pays               | Hauteur  | Par hauteur | Par hauteur | Par hauteur | Par hauteur | Par hauteur | Par hauteur |
|      |                        |                    | 3,80     | 4,00        | 4,15        | 4,30        | 4,40        | 4,45        |             |
| ---- | ---------------------- | ------------------ | -------- | ----------- | ----------- | ----------- | ----------- | ----------- | ----------- |
| 1    | Anna Rogowska          | Pologne            | 4,45 m Q |             |             | xo          | o           |             | xxo         |
| 2    | Katerina Badurová      | République tchèque | 4,40 m q |             | o           | o           | o           | o           |             |
| 2    | Dana Cervantes         | Espagne            | 4,40 m q |             |             | o           | o           | o           |             |
| 2    | Yelena Isinbayeva      | Russie             | 4,40 m q |             |             |             |             | o           |             |
| 5    | Dana Ellis             | Canada             | 4,40 m q |             |             | o           | xo          | o           |             |
| 6    | Thórey Edda Elisdóttir | Islande            | 4,40 m q |             |             | xo          | xxo         | o           |             |
| 7    | Vanessa Boslak         | France             | 4,40 m q |             |             | o           | o           | xo          |             |
| 8    | Alejandra García       | Argentine          | 4,40 m q |             | xo          | o           | o           | xo          |             |
| 9    | Silke Spiegelburg      | Allemagne          | 4,40 m q | xo          | xo          | o           | o           | xxo         |             |
| 10   | Kym Howe               | Australie          | 4,30 m   |             | o           | o           | o           | xxx         |             |
| 11   | Jillian Schwartz       | États-Unis         | 4,30 m   |             |             | xxo         | o           | xxx         |             |
| 12   | Carolin Hingst         | Allemagne          | 4,30 m   |             |             | o           | xxo         | xxx         |             |
| 13   | Nadine Rohr            | Suisse             | 4,15 m   |             | o           | o           | xxx         |             |             |
| 13   | Gao Shuying            | Chine              | 4,15 m   |             | o           | o           | xxx         |             |             |
| 13   | Anna Fitídou           | Chypre             | 4,15 m   | o           | o           | o           | xxx         |             |             |
| 16   | Takayo Kondo           | Japon              | 4,15 m   |             | o           | xxo         | xxx         |             |             |
| 17   | Afrodíti Skafída       | Grèce              | NM       |             |             |             |             |             |             |